# Elisabeth Ried
Elisabeth Ried (* 23. Oktober 1915 in Freiburg im Breisgau; † 5. August 2001 in Berlin) war eine deutsche Schauspielerin und Synchronsprecherin.

## Leben und Karriere
Elisabeth Ried wurde als Tochter eines Altphilologen in Freiburg im Breisgau geboren. Sie hatte zunächst bei Ernst Schröder und Boleslaw Barlog in Berlin Theater (u. a. an der Tribüne) gespielt, bevor sie sich ab 1949 verstärkt der Synchrontätigkeit widmete.
In diesem Jahr sprach sie u. a. Alida Valli in der ersten Fassung von Der dritte Mann. Der deutsche Originalsoundtrack dieses Filmes wurde durch entsprechende Kürzungen und das Einfügen eines Erzählparts kurz darauf von Radio Bremen als Hörspiel bearbeitet.
Zu Rieds wohl bekanntesten Synchronrollen gehört die der eiskalten Phyllis Dietrichson in dem Billy-Wilder-Klassiker Frau ohne Gewissen, welche von Barbara Stanwyck verkörpert wurde. Stanwyck lieh sie auch in Die Falschspielerin, Die Farm der Besessenen, Du lebst noch 105 Minuten, Spielfieber und schließlich in den Fernsehserien Big Valley und Der Denver-Clan ihre Stimme. Ferner sprach sie Maureen O’Hara (Gegen alle Flaggen; Die Flamme von Arabien), Susan Hayward (Blutsfeindschaft), Katy Jurado (12 Uhr mittags) und Mary Astor (Die Spur des Falken).
Nur ein einziges Mal hatte Ried die Gelegenheit, in einem Kinofilm mitzuwirken: An der Seite von Grethe Weiser war sie 1937 in Meine Freundin Barbara zu sehen.
1961 trat Ried an der Landesbühne Hannover auf.

## Synchronrollen (Auswahl)
| Synchronjahr | Filmtitel                           | Rolle               | Darsteller        | Drehjahr |
| ------------ | ----------------------------------- | ------------------- | ----------------- | -------- |
| 1949         | Die Falschspielerin                 | Jean Harrington     | Barbara Stanwyck  | 1941     |
| 1949         | Der dritte Mann                     | Anna                | Alida Valli       | 1949     |
| 1950         | Bitterer Reis                       | Francesca           | Doris Dowling     | 1949     |
| 1950         | Frau ohne Gewissen                  | Phyllis Dietrichson | Barbara Stanwyck  | 1944     |
| 1950         | Blutsfeindschaft                    | Irene Bennett       | Susan Hayward     | 1949     |
| 1951         | Die Farm der Besessenen             | Vance Jeffords      | Barbara Stanwyck  | 1950     |
| 1951         | Gehetzt                             | Joan Graham         | Sylvia Sidney     | 1936     |
| 1951         | Du lebst noch 105 Minuten           | Leona Stevenson     | Barbara Stanwyck  | 1948     |
| 1951         | Spielfieber                         | Joan Boothe         | Barbara Stanwyck  | 1948     |
| 1953         | Zwölf Uhr mittags                   | Helen Ramirez       | Katy Jurado       | 1952     |
| 1953         | Die Schlange vom Nil                | Kleopatra           | Rhonda Fleming    | 1952     |
| 1953         | Gegen alle Flaggen                  | Spitfire Stevens    | Maureen O’Hara    | 1952     |
| 1955         | Die freudlose Straße                | Adriana             | Gina Lollobrigida | 1954     |
| 1955         | Das verflixte 7. Jahr               | Helen Sherman       | Evelyn Keyes      | 1955     |
| 1957         | Die zehn Gebote                     | Sephora             | Yvonne De Carlo   | 1956     |
| 1959         | Getrennt von Tisch und Bett         | Pat Cooper          | Wendy Hiller      | 1958     |
| 1960         | Das Schreckenshaus des Dr. Rasanoff | Louise              | Alida Valli       | 1959     |
| 1964         | McLintock!                          | Louise Warren       | Yvonne De Carlo   | 1963     |

## Filmografie
- 1937: Meine Freundin Barbara
- 1967: Kaviar und Linsen (TV)
- 1972: Mandala (TV)
- 1973: Zu einem Mord gehören zwei (TV)
- 1974: Sie sind frei, Dr. Korczak

## Theater
- 1947: Barrabbas nach Hans Weigel, Theater am Schiffbauerdamm, Berlin
- 1963: Der Weg ins Licht, Hansa-Theater (Berlin)
- 1966/67: Kaviar und Linsen, Hebbel-Theater

## Hörspiele
- 1950: Der dritte Mann